# Medway (Maine)
Medway est une ville située dans l’État américain du Maine, dans le comté de Penobscot.

## Géographie
| East Millinocket (Maine), Grindstone (Maine) | Benedicta (Maine) |                      |
|                                              | Medway            | Macwahoc (Maine)     |
|                                              | Woodville (Maine) | Mattawamkeag (Maine) |